# Ty Wood
Tyson Wood (Winnipeg, 6 de septiembre de 1995) es un actor canadiense. Es conocido por su papel principal de Austin Carter en la serie de televisión ReBoot: The Guardian Code.

## Vida y carrera
Wood es de Winnipeg, Manitoba y actualmente reside en Vancouver. 
Wood hizo su debut cinematográfico en 2002, con un papel en la película Hell on Heels: The Battle of Mary Kay interpretando la versión más joven del personaje de R. H. Thomson, Richard Rogers. En 2003, tuvo un papel en la película para televisión On Thin Ice como Nate Kilmer. En 2005, Wood aparecería en el largometraje The Big White junto a Robin Williams, el mismo año en que apareció en la serie de televisión The Collector en el episodio "The Mother", así como en una película para televisión, Vinegar Hill. En 2007, tuvo un papel en la película para televisión Maneater como Roy Satterly. Wood se puede ver en la película de 2008 The Lazarus Project. Actualmente asiste a la escuela en Canadá.
En 2009, Wood tuvo un papel en la película The Haunting in Connecticut como Billy Campbell, ganando Premios Young Artist por Mejor interpretación en película-actor de reparto juvenil por su actuación.

## Filmografía

### Cine
| Año  | Título                                | Personaje            | Notas                  |
| ---- | ------------------------------------- | -------------------- | ---------------------- |
| 2002 | Hell on Heels: The Battle of Mary Kay | Young Richard Rogers |                        |
| 2003 | On Thin Ice                           | Nate Kilmer          | Película de televisión |
| 2005 | Vinegar Hill                          | Bert Grier           | Película de televisión |
| 2005 | The Big White                         | Paperboy             |                        |
| 2007 | Maneater                              | Roy Satterly         |                        |
| 2008 | The Lazarus Project                   | Young Ben Garvey     |                        |
| 2009 | New in town                           | Hockey Player        |                        |
| 2009 | The Haunting in Connecticut           | Billy Campbell       |                        |
| 2009 | Throwing Stones                       | Dylan Campbell       | Película de televisión |
| 2012 | The Christmas Heart                   | Matt Norman          | Película de televisión |
| 2015 | Liar, Liar Vampire                    | Bon                  | Película de televisión |
| 2016 | Unleashing Mr. Darcy                  | Joe Markham          | Película de televisión |
| 2017 | From Straight A's to XXX              | Gavin                | Película de televisión |
| 2017 | Garage Sale Mystery: The Beach Murder | Treat Tucker         | Película de televisión |
| 2017 | Christmas Princess                    | Trent                | Película de televisión |
| 2019 | Spiral                                | Tyler                |                        |
| 2021 | Ruby                                  | Beau Andreas         |                        |
| 2021 | Pearl in the Mist                     | Beau Andreas         |                        |
| 2021 | All That Glitters                     | Beau Andreas         |                        |
| 2021 | Hidden Jewel                          | Beau Andreas         |                        |

### Televisión
| Año       | Título                                      | Personaje      | Notas                                          |
| --------- | ------------------------------------------- | -------------- | ---------------------------------------------- |
| 2005      | The Collector                               | Jared Beaumont | Episodio: "The Mother"                         |
| 2010      | Keep Your Head Up Kid: The Don Cherry Story | Unknown        |                                                |
| 2014–2015 | Cuando llama el corazón                     | Wyatt Weaver   | Reparto recurrente (temporadas 1-2)            |
| 2015      | Cedar Cove                                  | Teenage Boy    | Episodio: "A Helping Hand"                     |
| 2016      | Supernatural                                | Doug           | Episodio: "Don't You Forget About Me"          |
| 2016      | Second Chance                               | Liam           | Episodio: "Admissions"                         |
| 2016      | Project Mc2                                 | Justin Clarke  | Reparto recurrente (temporadas 2-3)            |
| 2018      | iZombie                                     | Thor           | Episodio: "Are You Ready for Some Zombies?"    |
| 2018      | ReBoot: The Guardian Code                   | Austin Carter  | Reparto principal                              |
| 2018–2020 | Chilling Adventures of Sabrina              | Billy Marlin   | Reparto recurrente                             |
| 2019      | The Order                                   | Gregory        | Reparto recurrente (temporada 1)               |
| 2019      | BH90210                                     | Zach           | 6 episodios                                    |
| 2020      | Riverdale                                   | Billy Marlin   | Episodio: "Chapter Sixty-Seven: Varsity Blues" |
| 2021      | Kung Fu                                     | Justin Taylor  | Episodio: "Choice"                             |
| 2022      | Devil in Ohio                               | Teddy          | 5 episodios                                    |
| 2023      | Grease: Rise of the Pink Ladies             | Trip           | 5 episodios                                    |